# ماریو سارویچ
ماریو سارویچ (کرواتی: Mario Carević؛ زادهٔ ۲۹ مارس ۱۹۸۲) بازیکن سابق و مربی فوتبال اهل کرواسی است.
از باشگاه‌هایی که در آن بازی کرده‌است می‌توان به باشگاه فوتبال کورتریک، باشگاه فوتبال الاتحاد، باشگاه فوتبال هایدوک اسپلیت، باشگاه فوتبال اشتوتگارت، باشگاه فوتبال لوکرن اوست والاندرن، و باشگاه فوتبال مکابی پتخ تیکوا اشاره کرد.
وی همچنین در تیم‌های ملی فوتبال زیر ۲۰ سال کرواسی، زیر ۲۱ سال کرواسی، و کرواسی بازی کرده‌است.